# Bruno Sperani
Vincenza Beatrice Speraz, conocida literariamente como Bruno Sperani, nacida en Dalmacia en 1843 y fallecida el 4 de diciembre de 1923, fue una escritora italiana. 

## Trayectoria
Hija de un eslavo de humilde origen social, Marino Pare-Spèrac, y una mujer de la antigua nobleza de Istria, Elena Alessandri, toda su vida tuvo que luchar con esa profunda división social y cultural. Enseguida se quedó huérfana de ambos padres, y se educó con los parientes maternos en Istria, sufriendo grandes miserias afectivas por la hostilidad de su familia materna a la paterna; lo combatió refugiándose en la lectura y a los nueve años ya conocía las obras de los más importantes escritores románticos alemanes e italianos y había encontrado una especial afinidad con Giacomo Leopardi. Adquirió además el título de maestra. 
En 1857 la desposaron con el conde Giuseppe Vatta di Pirano, un hombre de letras más anciano que ella, del que tuvo tres hijos: Domenico (1858), Maria (1860) y Elena (1862); no fue este un matrimonio por amor ni bien avenido: la escritora abandonó a Vatta y a sus hijos y marchó a la multicultural y babélica Trieste, donde sobrevivió como maestra de italiano y frecuentó la tertulia del periodista Emilio Treves. La familia de su marido no la persiguió legalmente, aunque podía, y prefirió silenciar el abandono. Conoció luego a Giuseppe Levi, perteneciente a la aristocracia judía, y con él tuvo cuatro hijas, Noemi, Gilda, Clotilde y Giuseppina, futura escritora bajo el pseudónimo de Ginevra Speraz, constituyendo una familia ilícita, pues aún se hallaba vivo su marido legal. Se trasladó luego con Levi a Florencia, ciudad que siempre la fascinó; colaboró entonces en La Nazione con artículos sobre eventos mundanos, arte y música, y en la Gazzetta Piemontese de Turín, así como eb el Caffaro de Génova e Il Bersagliere de Roma. Pero Giuseppe Levi falleció súblitamente dejando a su mujer sin ingresos regulares, con cuatro hijas y en un estado de suma depresión, de la que salió trasladándose a Milán, donde permaneció desde 1876, año en que publicó su primer relato, Cesare. Su primera novela llegará tres años más tarde, en 1879. Esta ciudad sirvió de inspiración para alguna de sus obras, en especial el mundo obrero de la misma, como en La fabbrica (1894), donde se combina su idea de un socialismo cristiano con el naturalismo de Émile Zola. 
Colaboró además en Il Corriere della Sera, la Perseveranza de Carlo Landriani, amigo de los hermanos Camillo e Arrigo Boito. Frecuentó los cafés Cova y Teatro Manzoni, lugar predilecto de la intelectualidad socialista milanesa y los diversos salones de entonces.En 1885 conoció a Vespasiano Bignami, profesor de la Academia de Bellas Artes, con el que mantendrá una duradera y apasionada relación sentimental coronada en 1914 por el matrimonio quince años después del fallecimiento de su primer marido Giuseppe Vatta. Beatrice Speraz falleció en 1923 y está enterrada en el Cementerio Mayor de Milán.
Declaradamente feminista, defensora del divorcio y de la igualdad ante la ley, su tema más frecuente es la comparación entre hombres y mujeres y la iniquidad de las leyes que los predeterminan; sus protagonistas femeninas suelen ser mujeres perdedoras, seducidas, engañadas y víctimas de los hombres, envueltas en una fatalidad ciega que las involucra y las abruma. Son frecuentes las referencias a las leyes de la sangre y la sociedad, a un destino predeterminado y férreo que aniquila las aspiraciones de los individuos «como un dispositivo lleno de engranajes, ruedas dentadas y puntas de hierro que gira ciegamente sobre sí mismo». Sus personajes se someten resignadamente, pero otras veces se rebelan. Otras novelas importantes son Nell'ingranaggio (1885), Numeri e sogni (1887), muy apreciada en los medios socialistas y feministas, Emma Walder (1893) y Nella nebbia (1899), entre otras. Escribió además numerosos relatos pedagógicos de literatura infantil y juvenil, tradujo obras de Hans Christian Andersen, Alphonse Daudet, Hans Wachenhusen y Émile Zola, y compuso unas memorias, Ricordi della mia infanzia en Dalmazia (1915).

## Obra

### Novelas
- Cesare, Milano, Brigola, 1879.
- Nell’ingranaggio, Milano, Sonzogno, 1885.
- Numeri e sogni, Milano, Galli, 1887.
- L’avvocato Malpieri, Milano, Galli, 1888.
- Il romanzo della morte, Milano, Galli, 1890.
- Tre donne, Milano, Galli, 1891.
- Maddalena, Napoli, Bideri, 1892.
- Emma Walder, Milano, Rechiedei, 1893.
- Il marito, Torino, Roux, 1894.
- La fabbrica, Milano, Aliprandi, 1894.
- Le vinte, Milano, Aliprandi, 1896.
- Sulle due rive, Milano, Aliprandi, 1896.
- In balia del vento, Milano, La Poligrafica, 1900.
- Macchia d’oro, Catania, Giannotta, 1901.
- Signorine povere, Milano, Libreria Editrice Lombarda, 1905.
- La dama della regina, Milano, Vallardi, 1910.
- Tragedia di una coscienza, Firenze, Battistelli, 1920.
- Teresita della Quercia, Firenze, Salani, 1923.

### Novelas cortas y relatos
- Sempre amore, Milano, Brigola, 1881.
- Sotto l’incubo, Milano, Gargano, 1881.
- Nella nebbia, Milano, Civelli, 1889.
- Eterno inganno, Milano, Aliprandi, 1891.
- L’inesorabile, Milano, Aliprandi, 1893.
- Dopo la sentanza, Milano, Aliprandi, 1894.
- La commedia dell’amore, Milano, Aliprandi, 1895.
- Nel turbine della vita, Firenze, Battistelli, 1920.

### Autobiografía
- Ricordi della mia infanzia in Dalmazia, Milano, Vallardi, 1915